# Lo Tossal (Isona i Conca Dellà)
Lo Tossal és un turó de 571,7 metres d'altitud que es troba al municipi d'Isona i Conca Dellà, dins de l'antic terme de Conques, a la comarca del Pallars Jussà. És al sud-oest de la vila de Conques (Conca Dellà) . Està situat a llevant de l'aiguavés del barranc de Guixers en el riu de Conques, i marca un turó que es destaca damunt de la llera dels dos corrents d'aigua.